# Evangelische Kirche Johannisthal

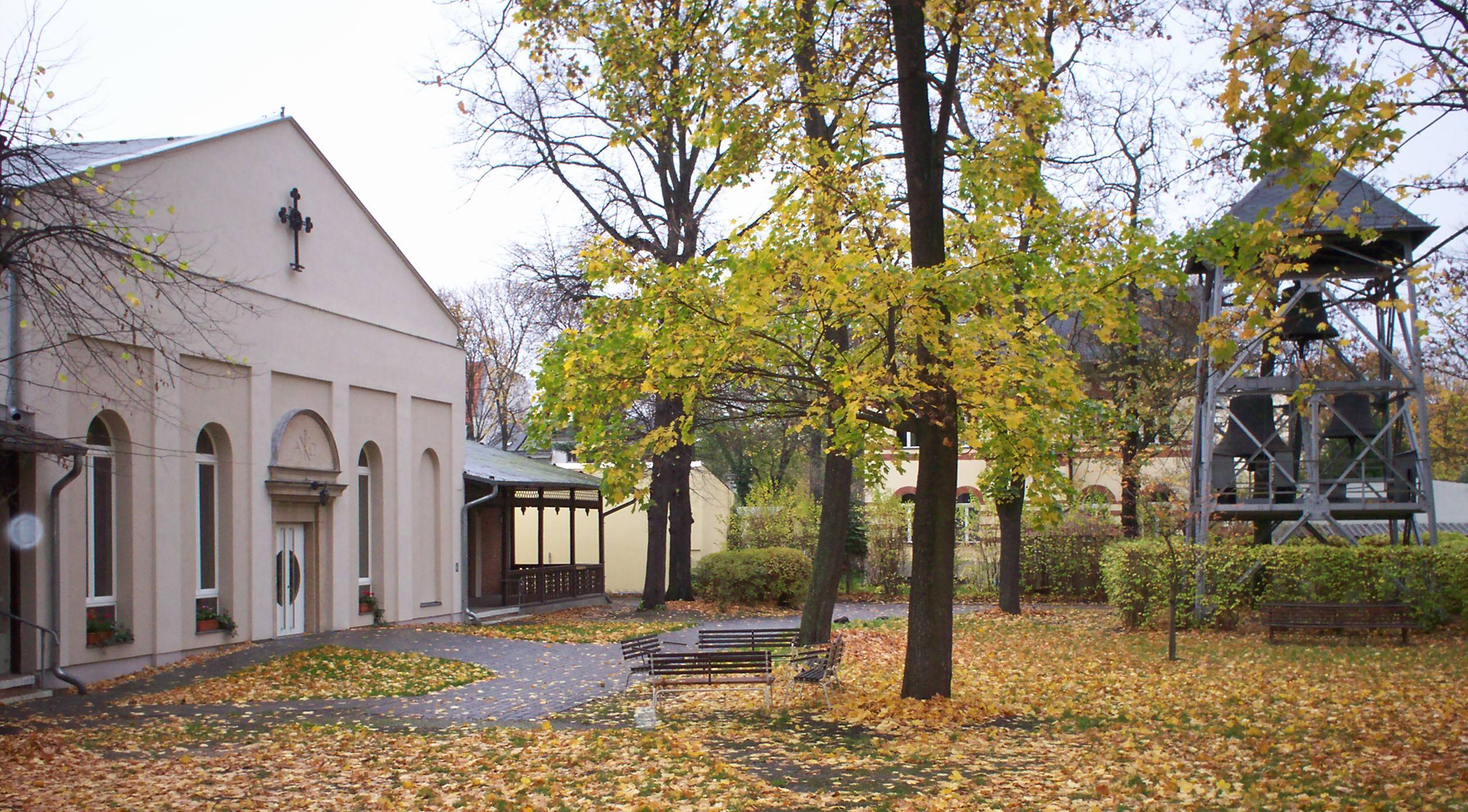
Eingangsbereich der Kirche und freistehender Glockenstuhl rechts

Die Evangelische Kirche Johannisthal steht am Sterndamm 92–96 im Berliner Ortsteil Johannisthal des Bezirks Treptow-Köpenick.

## Geschichte
Die Einwohner von Johannisthal waren ab 1802 nach Rudow eingepfarrt, bis sie 1892 eine eigene evangelische Kirchengemeinde bildeten. 1921 erwarb die Kirchengemeinde das ehemalige Ausflugslokal Kaiser-Wilhelm-Garten mit großem Biergarten. Dessen Ballsaal hatte im Ersten Weltkrieg den Marinefliegern als Offizierskasino gedient, danach als Kino. Man baute ihn zur Kirche um, die am 3. Juli 1921 eingeweiht wurde. Da ein Glockenturm fehlte, wurde 1930 im Kirchgarten ein Stahlgestell errichtet, an dem bis heute die Glocken hängen.
Im Jahr 1960 wurde die Kirche renoviert und in ihr eine Winterkirche eingerichtet. 1976 erfolgte ein Umbau unter Schaffung eines Gemeinderaumes.

## Baubeschreibung
Die Saalkirche, ein verputzter Mauerwerksbau auf rechteckigem Grundriss, flankiert von hölzernen Veranden, folgt den schlichten klassizistischen Kirchen der Zeit Schinkels. Sie trägt ein Satteldach. Die Fassade ist fünfachsig durch Lisenen gegliedert, zwischen denen vier Bogenfenster, von denen eins blind ist, und das Portal liegen. Über dem Gesims des Portals befindet sich eine rundbogige Blende. Auf dem Giebel prangt ein gusseisernes Kleeblattkreuz. Die Wände des Innenraums sind mit Pilastern gegliedert, die Flachdecke ist verputzt. Die Raumakustik des Saals, der als Musiksaal und nicht als Kirchsaal gebaut wurde, konnte durch den nachträglichen Einbau einer Akustikdecke für die Sprachverständlichkeit verbessert werden ohne das Musikerlebnis wesentlich zu verschlechtern.
Der Altar und die Kanzel sind konzentrisch angeordnet. Das kupferne Taufbecken an einer Schmalseite wurde von Fritz Kühn unter Verwendung einer Schale gestaltet, die bereits vor 1897 entstand. Vom ehemaligen Inventar des Kinos wurden die Sperrsitze zunächst beibehalten.

## Orgeln
Die Orgel der Johannisthaler Kirche gelangte 1921 in das Gotteshaus. Das von Heinze erbaute Instrument wurde im Jahr 2003 von der Potsdamer Firma Alexander Schuke Orgelbau restauriert. Die Disposition lautet wie folgt:
| I. Manual C–g3 |           |    |
| 1.             | Principal | 8′ |
| 2.             | Rohrflöte | 8′ |
| 3.             | Oktave    | 4′ |
| 4.             | Oktave    | 2′ |
| 5.             | Mixtur IV |    |

| II. Manual C–g3 |                |    |
| 06.             | Liebl. Gedackt | 8′ |
| 07.             | Violflöte      | 8′ |
| 08.             | Nachthorn      | 4′ |
| 09.             | Sesquialtera   | 2′ |
| 10.             | Waldflöte      | 2′ |

| Pedal C–f1 |            |     |
| 11.        | Subbass    | 16′ |
| 12.        | Oktave     | 08′ |
| 13.        | Choralbass | 04′ |

- Koppeln: I/P, II/P

Eine zweite kleinere Orgel, 1990 ebenfalls von Schuke als Opus 569 mit fünf Registern auf einem Manual und Pedal erbaut, wurde im Jahr 2010 von der evangelischen Kirchengemeinde Berlin-Johannisthal an die Salzburger Kirche in der russischen Stadt Gussew verschenkt.

## Glocken
Vor der Kirche befindet sich ein freistehender Glockenstuhl mit drei Gussstahlglocken aus der Glockengießerei Bochumer Verein; die größte Glocke ist von 1873 datiert.